# تسووکرا-۲
تسووکرا-۲ (به لاتین: Tsovkra-2) یک منطقهٔ مسکونی در روسیه است که در شهرستان کولینسکی واقع شده‌است.